# Emil Tischler
Emil Tischler (13 marzo 1998) è un calciatore austriaco naturalizzato ceco, centrocampista della Dyn. Č. Budějovice.

## Caratteristiche tecniche
È un centrocampista centrale.

## Carriera

### Club
Cresciuto nel settore giovanile dell'Austria Vienna, nel 2016 viene acquistato dallo Slovácko; dopo alcune apparizioni con la squadra B nel 2018 viene prestato al Pardubice con cui debutta il 4 agosto in occasione dell'incontro di seconda divisione pareggiato 0-0 contro il Varnsdorf.
Rientrato allo Slovácko per fine prestito, nel mercato di gennaio passa nuovamente in prestito al Pardubice; al termine della stagione viene acquistato a titolo definitivo dal club rossoblu.

### Nazionale
Ha giocato nella nazionale austriaca Under-15 e nelle nazionali giovanili ceche Under-18, Under-19, Under-20 ed Under-21.

## Statistiche
Statistiche aggiornate all'8 maggio 2021.

### Presenze e reti nei club
| Stagione        | Squadra         | Campionato      | Campionato | Campionato | Coppe nazionali | Coppe nazionali | Coppe nazionali | Coppe continentali | Coppe continentali | Coppe continentali | Altre coppe | Altre coppe | Altre coppe | Totale | Totale | Totale |
| Stagione        | Squadra         | Comp            | Pres       | Reti       | Comp            | Pres            | Reti            | Comp               | Pres               | Reti               | Comp        | Pres        | Reti        | Pres   | Reti   |        |
| --------------- | --------------- | --------------- | ---------- | ---------- | --------------- | --------------- | --------------- | ------------------ | ------------------ | ------------------ | ----------- | ----------- | ----------- | ------ | ------ | ------ |
| 2016-2017       | Slovácko B      | MSFL            | 13         | 0          |                 | -               | -               |                    | -                  | -                  |             | -           | -           | 13     | 0      |        |
| 2018-2019       | Pardubice       | FNL             | 24         | 5          | CRC             | 2               | 0               |                    | -                  | -                  |             | -           | -           | 26     | 5      |        |
| 2019-gen. 2020  | Slovácko B      | MSFL            | 7          | 1          |                 | -               | -               |                    | -                  | -                  |             | -           | -           | 7      | 1      |        |
| 2019-gen. 2020  | Slovácko        | 1L              | 0          | 0          | CRC             | 2               | 0               |                    | -                  | -                  |             | -           | -           | 2      | 0      |        |
| 2020-2021       | Pardubice B     | CFL             | 1          | 0          |                 | -               | -               |                    | -                  | -                  |             | -           | -           | 1      | 0      |        |
| gen.-lug. 2020  | Pardubice       | FNL             | 10         | 2          | CRC             | 0               | 0               |                    | -                  | -                  |             | -           | -           | 10     | 2      |        |
| 2020-2021       | Pardubice       | 1L              | 26         | 5          | CRC             | 0               | 0               |                    | -                  | -                  |             | -           | -           | 26     | 5      |        |
| Totale carriera | Totale carriera | Totale carriera | 81         | 11         |                 | 4               | 0               |                    | -                  | -                  |             | -           | -           | 85     | 11     |        |